# 舊蘇克雷元帥國際機場
舊蘇克雷元帥國際機場（西班牙語：Aeropuerto Internacional Mariscal Sucre，IATA代碼：UIO，ICAO代碼：SEQU），是位於厄瓜多首都基多的國際機場，該機場以南美洲獨立運動英雄之一的安東尼奧·何塞·蘇克雷命名。2013年2月20日開始停用，並轉到位於市郊塔巴維拉（Tababela）的新機場取代，機場名稱依舊名為蘇克雷元帥國際機場。机场在停用后被改建为二百年纪念公园。